# Lyset, mørket og farverne
|  | Denne artikel er oprettet af botten PalnaBot ud fra en ekstern database. Den kan derfor have sproglige fejl eller mangler. Denne skabelon kan fjernes efter kontrol af indholdet. |

Lyset, mørket og farverne er en film instrueret af Henrik Boëtius.

## Handling
»Lyset, mørket og farverne« er en rejse i farvernes univers og en nøgle til forståelse af Goethes Farvelære. Den handler om, hvordan farver opstår, og hvordan mennesket opfatter og påvirkes af dem. Og om den indsigt man kan opnå ved at se farvernes opståen og forsvinden i naturen. Farverne tilhører ifølge Goethe synet og er først og fremmest en sanseoplevelse. Det er denne film også. I forbindelse med filmen er der udgivet en essaysamling med samme titel. I filmen demonstreres Goethes påstande gennem filmmediets dynamik, i bogen sættes de i et filosofisk, videnskabeligt og kunstnerisk perspektiv.